# بليروما
بليروما (بالإنجليزية: Pleroma)‏ هي خدمة شبكات اجتماعية للتدوين المصغر حرة ومفتوحة المصدر. بخلاف خدمات التدوين المصغر الشائعة مثل إكس أو ويبو، يمكن استضافة بليروما وتشغيله ذاتيًا من قبل أي شخص يمتلك مخدمًا ونطاق وِب، ويشار لكل واحد منها باسم نظير. يستطيع مديرو هذه النظائر المستقلة وضع شروط الخدمة، وسياسات الإشراف على المحتوى؛ مما يمنح المستخدمين قدرًا أكبر من السيطرة على المحتوى الذي يطلعون عليه، وكذلك على تجربتهم الشاملة.
اشتق اسم البرمجية من المفهوم الديني الذي يحمل الاسم ذاته، والذي يعني ملء القوى الإلهية أو اكتمالها.
تطبق البرمجية بروتوكول أكتِفِتي پَب (بالإنجليزية: ActivityPub)‏، والذي يتيح للمستخدمين التواصل والتفاعل مع المحتوى من نسخ بليروما الأخرى، أو أي مخدم يشغل برمجيات تدعم هذا البروتوكول (مثل ماستدون، وميسكي (Misskey)، وبكسل فيد (Pixelfed)، وغيرها) ضمن شبكة لامركزية يشار إليها عادة باسم الفِديفِرس (بالإنجليزية: Fediverse)‏.
رصد ما يزيد عن 138 ألف حساب مستخدم (أي ما يعادل 1.3% من إجمالي عدد مستخدمي الفيديفيرس) حتى يوليو 2024 موزعة على أكثر من ألف نسخة مستقلةٍ من بليروما.

## التاريخ

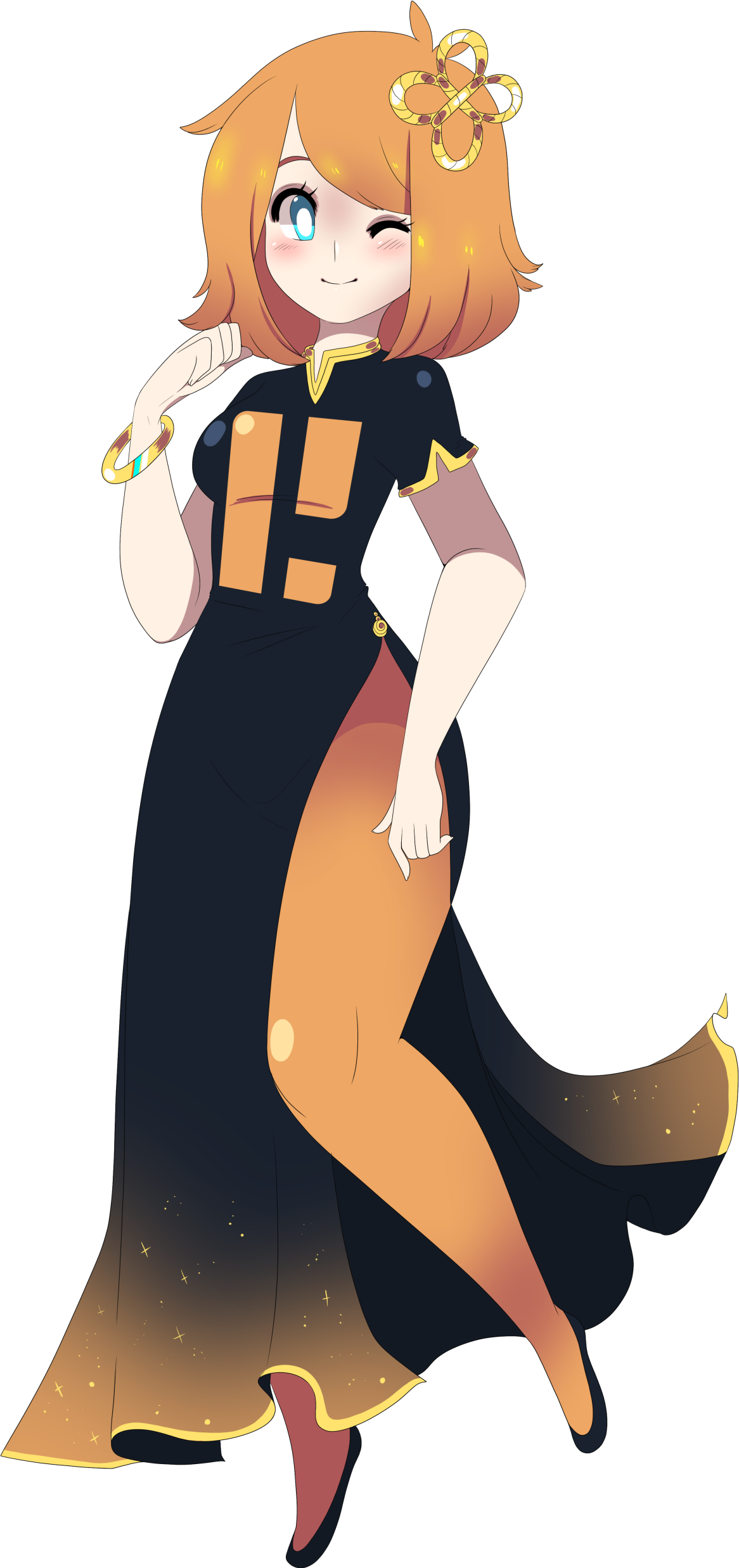
«بليروما تان» هي تميمة تجسد شبكة بليروما

في عام 2016 أنشأ مطور ألماني يعرف بالاسم المستعار لاين (lain) مشروع بليروما. صمم المشروع في الأصل كواجهة مستخدم بديلة لجنو سوشل، وتتشابه في كثير من جوانبها مع كفيتر (بالإنجليزية: Qvitter)‏؛ وهو واجهة أمامية شائعة آنذاك، كانت تحاكي واجهة مستخدم تويتر في إصداراته المبكرة. وقد كتبت الواجهة الأمامية باستخدام إطار العمل فيو جي إس القائم على لغة جافاسكربت.
مع مضي العمل على تطوير الواجهة الأمامية، تبين وجود العديد من العيوب في تصميم جنو سوشل المعتمد على الملحقات لتنفيذ الميزات، فضلًا عن المشاكل المتعلقة بقاعدته البرمجية واستخدامه لغة بي إتش بي؛ الأمر الذي دفع إلى تطوير واجهة خلفية تحل محل جنو سوشل. حدث أول إيداع للشفرة في المستودع البرمجي الخاص بالواجهة الخلفية لبليروما في 17 مارس 2017.

## الإصدارات
في 22 فبراير 2019 أطلق الإصدار المستقر الأول من الواجهة الخلفية لبليروما، وهو الإصدار 0.9.9. تضمنت الواجهة الخلفية واجهة بليروما الأمامية كواجهة مستخدم رئيسة، وآلية توحيد محتوى المستخدمين باستخدام بروتوكولي أو ستاتس (OStatus) وأكتِفِتي پَب (ActivityPub)، ودعم واجهات برمجة التطبيقات الخاصة بعملاء جنو سوشل وماستدون. بنيت الواجهة الخلفية باستخدام لغة البرمجة إليكسير وإطار عمل الوِب فينيكس، وتعتمد على بوستجري إس كيو إل لقاعدة بياناتها.
في 28 يونيو 2019 صدر الإصدار 1.0 من بليروما، وأضاف هذا الإصدار القدرة على إنشاء استطلاعات الرأي، والإبلاغ عن المحتوى، وجدولة المنشورات لتنشر في وقت لاحق. كما أطلق موقع وِب جديد يحتوي على توثيقات للمستخدمين والإداريين.
في 8 مارس 2020 صدر الإصدار 2.0 من بليروما، وتخلى هذا الإصدار عن دعم بروتوكول أو ستاتس نظرًا لقلة استخدامه وانعدام صيانته النشطة، وقدم واجهة مستخدم جديدة للإدارة، وأضاف ميزة التفاعل مع المنشورات باستخدام رموز إيموجي.
في 28 أغسطس 2020 صدر الإصدار 2.1 من بليروما، وشمل هذا الإصدار نظام تراسل فوري اتحادي يعتمد على بروتوكول أكتفتي پَب، وهو بديل لنظام الرسائل المباشرة المستخدم في برمجيات أخرى مثل ماستودون.
في 29 أكتوبر 2023 أطلق الإصدار 2.6 من بليروما، وطبق هذا الإصدار ميزة اقتباس المنشورات، بالإضافة إلى القدرة على استخدام رموز تعبيرية مخصصة للتفاعل مع المنشورات.
كان بليروما يطور في الأصل بحيث تصدر إصدارات جديدة لواجهته الأمامية والخلفية بالتزامن، لكن هذه السياسة ألغيت بدءً من الإصدار 2.6.1.
في 1 أغسطس 2024 أطلق الإصدار 2.7 من بليروما، مضيفًا دعمًا لرفع الملفات عبر نظام الملفات بين الكواكب، وتصنيف المفضَّلة، وتحسينات في السمات، بالإضافة إلى العديد من التحسينات النوعية الأخرى.

## التفرعات
أكوما (بالإنجليزية: Akkoma)‏ هو تفرع برمجي لبليروما بدأ تطويره في 2022، ويهدف إلى تعجيل عملية التطوير ودعم المزيد من المزايا.

## الاستخدام
يستضيف مشروع دبيان خدمة التدوين المصغر الخاصة به التي تعتمد بليروما بهدف توفير خدمة تواصل اجتماعي لصائني المشروع.

## وصلات خارجية
- الموقع الرسمي